# Meedhuffushi
Meedhuffushi est une petite île inhabitée des Maldives. C'est une des nombreuses îles-hôtel des Maldives, accueillant le Sun Aqua Vilu Reef Hotel. 

## Géographie
Meedhuffushi est située dans le centre des Maldives, au Nord-est de l'atoll Nilandhe Sud, dans la subdivision de Dhaalu. 